# 태프트가
태프트가(영어: Taft family)는 영국과 아일랜드 혈통을 가진 미국의 정치 가문으로, 매사추세츠주에 기원을 두고 있다. 그 구성원들은 매사추세츠주, 오하이오주, 로드아일랜드주, 유타주, 버몬트주와 미국 연방정부에서 의원(2명), 오하이오주지사, 로드아일랜드주지사, 상원의원(3명), 농업장관, 법무장관, 전쟁장관(2명), 국방장관 대행, 대통령, 대법원장 등 다양한 직책에서 활동하였다.